# Балкашинський сільський округ
Балка́шинський сільський округ (каз. Балкашин ауылдық округі, рос. Балкашинский сельский округ) — адміністративна одиниця у складі Сандиктауського району Акмолинської області Казахстану. Адміністративний центр — село Балкашино.
Населення — 5290 осіб (2021; 5883 у 2009, 6948 у 1999, 8281 у 1989).
Станом на 1989 рік існувала Балкашинська селищна рада (смт Балкашино), села Петровка та Сандиктау (сучасне село Лісхоз) перебували у складі Сандиктауської сільської ради.

## Склад
До складу округу входять такі населені пункти:
| Населений пункт | Населення, осіб (1989) | Населення, осіб (1999) | Населення, осіб (2009) | Населення, осіб (2021) |
| --------------- | ---------------------- | ---------------------- | ---------------------- | ---------------------- |
| Балкашино, село | 7259                   | 5737                   | 4907                   | 4444                   |
| Лісхоз, село    | 314                    | 660                    | 501                    | 431                    |
| Петровка, село  | 708                    | 551                    | 475                    | 415                    |